# 徳島トヨペット
徳島トヨペット株式会社（とくしまトヨペット）は、徳島県徳島市昭和町に本社を置く、トヨタ自動車の正規ディーラー（トヨペット店）である。

## 沿革
- 1956年（昭和31年）12月 - 徳島トヨペット株式会社創立。
- 1967年（昭和42年）12月 - 阿南営業所を開業。
- 1968年（昭和43年）12月 - 鳴門営業所を開業。
- 1970年（昭和45年）
  - 3月 - 第4回全国トヨペット整備技能コンクール準優勝。
  - 8月 - 鴨島営業所を開業。
- 1977年（昭和52年）1月 - 海部営業所を開業。
- 1978年（昭和53年）6月 - 三加茂営業所を開業。
- 1979年（昭和54年）9月 - 阿南営業所を新築移転。
- 1989年（平成元年）8月 - 本社営業所にボデーショップ（板金・塗装）工場完成。
- 1992年（平成4年）12月 - テクノリバー石井店を開業。
- 1996年（平成8年）6月 - マイカーステージが改装オープン。
- 2001年（平成13年）6月 - シジョーマルシェ北島/U-Carマルシェ北島営業所開業。
- 2008年（平成20年）
  - 2月 - 本社・徳島昭和店リニューアルオープン。
  - 3月 - とくしまユニバーサルデザインによる街づくり部門賞を受賞。
- 2009年（平成21年）4月 - 第29回全国トヨペット整備技能コンクールでメンテナンス競技準優勝。
- 2013年（平成25年）9月 - 海部店U-Car展示場をオープン。
- 2014年（平成26年）3月 - シジョーマルシェ北島サービス工場を増築。
- 2016年（平成28年）5月 - 鴨島店サービス工場を改築。
- 2024年（令和6年）3月 - 海部営業所を閉業。

## 営業所
- 本社 - 徳島市昭和町 8-7 2F
  - 徳島昭和店 - 本社と同じ場所の1階に所在。
- 阿南店 - 阿南市
- 鳴門店 - 鳴門市
- 鴨島店 - 吉野川市鴨島町
- 海部店 - 海部郡海陽町 ※2024年3月31日をもって閉店[1]。
- 三加茂店 - 三好郡東みよし町
- テクノリバー石井店 - 名西郡石井町
- シジョーマルシェ北島 - 板野郡北島町
  - U-Carマルシェ北島 - 板野郡北島町 ※シジョーマルシェ北島と同じ場所に所在。
- マイカーステージ - 徳島市